# Debora Kayembe
Pour les articles homonymes, voir Kayembe.
Debora Kayembe Buba (née en avril 1975) est une avocate écossaise, d'origine congolaise, spécialisée dans les droits humains, et une militante politique. Elle a été élue en février 2021 rectrice de l'université d'Édimbourg.

## Biographie
Elle est née en avril 1975 à Kinshasa, et est élevée par son oncle médecin. Après des études de droit à l'université libre de Kinshasa, elle devient avocate et membre du barreau congolais en 2000,. Mais, quelques années plus tard, en 2004, elle est contrainte de quitter la République démocratique du Congo pour sa sécurité,.
Elle demande l’asile au Royaume-Uni, y fonde une famille. Mais elle est rejetée par le barreau anglais, son diplôme n'étant pas reconnu, et doit quitter aussi avec ses enfants un mari qui la maltraite. Elle s’installe en Ecosse, et se spécialise comme avocate dans les dossiers des droits humains. Elle siège aussi au conseil d'administration du Conseil écossais pour les réfugiés. Elle devient  membre du Parti socialiste écossais, et membre de son comité exécutif de septembre 2015 à janvier 2021.
En 2019, elle devient la première Africaine à voir son portrait érigé sur le mur de la Royal Society of Edinburgh, en hommage à ses réalisations et à ses contributions,,. En 2020, elle est confrontée à des agressions racistes. Elle médiatise ces agressions dans l'espoir de sensibiliser les gens, et d'empêcher qu'elle et sa famille ne soient victimes de nouveaux abus, mais diffuse un message de dialogue et de tolérance,,.
En février 2021, elle est élue rectrice de l'université d'Édimbourg,,,,.